# Moyen haut allemand
Ne doit pas être confondu avec Moyen allemand.
Le moyen haut allemand est au sens large le nom d'une des époques de la langue allemande, laquelle regroupe l'ensemble des variétés de haut allemand parlées entre 1050 et 1350 environ (ce qui correspond à peu près au Moyen Âge classique). Dans un sens plus restreint, le moyen haut allemand désigne la langue de la littérature courtoise du temps des Hohenstaufen. Au XIXe siècle, elle reçut rétrospectivement une orthographe unifiée, et c'est dans ce moyen haut allemand normalisé que sont réalisées depuis maintes éditions nouvelles des anciens textes. Les discussions sur les caractéristiques du moyen haut allemand traitent habituellement de cet état de langue normalisé.

## Un état ancien de la langue allemande
Le moyen haut allemand, en tant qu’état ancien de la langue allemande, n’est pas une forme de langue unitaire, mais comprend une multitude de dialectes locaux formant un continuum linguistique. Il représente l’évolution du vieux haut allemand (de 750 jusqu’à 1050 environ, période incluse dans le Haut Moyen Âge), dont il se distingue en particulier par l’affaiblissement des syllabes finales par rapport à leurs voisines. Il y a une  continuité entre les deux, aucune rupture nette n'apparait dans les sources. Cependant, si au Xe surtout et au XIe siècles dans une moindre mesure, on écrivit principalement en latin, son abandon progressif conduit à réinventer la transcription de l’allemand avec le moyen haut allemand. La multiplicité des graphies que l’on trouve notamment au XIIe siècle, au début de la période linguistique, en est une conséquence.
On distingue trois périodes :
- le moyen haut allemand précoce (Frühmittelhochdeutsch, 1050–1170) ;
- le moyen haut allemand classique (klassisches Mittelhochdeutsch, 1170–1250) ;
- le moyen haut allemand tardif (Spätmittelhochdeutsch, 1250–1350).

Pour l’époque de 1350 à 1650 environ (du Bas Moyen Âge au début de l'Époque moderne), on parle de haut allemand précoce. La division doit cependant être adaptée en fonction de la région linguistique, car les formes linguistiques anciennes se conservèrent plus longtemps là où les caractéristiques du haut allemand moderne n'avaient pas encore façonné le dialecte régional. Par exemple, en Suisse alémanique, le stade du haut allemand précoce ne fut pas dépassé avant la fin du XVe siècle.

## La langue de la littérature courtoise des Hohenstaufen
Le règne des Hohenstaufen créa entre 1150 et 1250 les conditions nécessaires à l'émergence dans la littérature courtoise d'une langue suprarégionale, qui reposait sur les dialectes souabes et franciques orientaux, parlés dans la région d'origine des Staufen. Elle disparut avec leur déclin. 
C'est de cette variété de langue qu'il est habituellement question lorsque l'on discute des caractéristiques du moyen haut allemand. Toutefois, ce n'est pas à partir de ce moyen haut allemand au sens étroit que s'est développé le haut allemand moderne, pas plus que ce n'en est une forme ancienne. Il existait déjà à l'époque des dialectes qui présentaient la phonétique du haut allemand moderne : dans des documents écrits en Carinthie, on trouve attestée dès le XIIe siècle la diphtongaison bavaroise qui en est une caractéristique typique. À l'inverse, il existe encore aujourd'hui des dialectes qui conservent le vocalisme du moyen haut allemand des Staufen, tels que de nombreux dialectes alémaniques.

### Une langue de culture commune
Le moyen haut allemand de la poésie courtoise des Staufen n'était pas une langue standard au sens actuel, en ce que ni l'orthographe ni le vocabulaire n'en étaient réglés, mais il avait une valeur suprarégionale, ce que l'on le reconnaît au fait qu'il était également employé par des poètes originaires d'autres aires dialectales, comme Heinrich von Veldeke ou Albrecht von Halberstadt (de). Au cours de leur vie, les poètes individuels purgeaient leurs œuvres d'un nombre toujours croissant de régionalismes, de sorte que leur origine ne se laisse souvent identifier que très approximativement, alors que des caractéristiques dialectales permettraient une localisation très exacte de l'origine linguistique.

### Usage et extension
Le domaine du moyen haut allemand dans ce sens étroit se limitait à la littérature courtoise qui fleurit pendant le règne de Staufen et s'adressait à la noblesse. Les textes de nature utilitaire (textes de droit, textes factuels, chroniques, littérature religieuse, etc.) où la possibilité de compréhension suprarégionale importait moins qu'une intelligibilité aussi grande que possible, usaient de variétés linguistiques régionales. Ce n'est qu'au XIIIe siècle que ce genre de textes atteint une large diffusion ; auparavant, ils étaient surtout écrits en latin.
Les œuvres de la poésie courtoise des Staufen font les œuvres les plus connues du moyen haut allemand, par exemple la Chanson des Nibelungen, le Lucidarius (de), le Parzival de Wolfram von Eschenbach, le Tristan de Gottfried von Straßburg, les poèmes de Walther von der Vogelweide comme de l'ensemble du genre du Minnesang.

## Le moyen haut allemand normalisé
Dans les éditions des grands textes de poésie en moyen haut allemand, les dictionnaires et les grammaires, on emploie une normalisation de la langue, dite Dichtersprache « langue des poètes », dont la conception remonte dans l'ensemble à Karl Lachmann. Il s'agit d'une forme idéalisée de la langue, qui ne reflète qu'une fraction de la réalité linguistique d'antan. Elle repose sur la langue de la littérature courtoise des Staufen dans une orthographe unifiée qui remplace la variété des graphies d'origine. Contrairement à l'orthographe moderne, les substantifs y sont écrits sans majuscule (le moyen haut allemand n'use de la majuscule que pour les noms propres).

### Prononciation
L'accent tonique porte régulièrement sur la première syllabe. Les voyelles marquées d'un accent circonflexe sont longues, celles qui en sont dépourvues sont brèves. Les ligatures æ und œ correspondent respectivement aux ä et ö longs de l'allemand moderne, et le système des diphtongues est différent. Le s a une articulation partiellement palatale, sauf dans les combinaisons sch et sc qui valent [ʃ] comme actuellement. À l'initiale ou après une consonne, z se prononce [t͡s] comme dans la langue moderne ; en milieu ou en fin de mot, z ou zz se prononcent soit comme ß de la langue moderne (la distinction est souvent soulignée par l'emploi dans ce cas-ci du caractère ȥ ou Ʒ, appelé s caudé). Le v se prononce [f] à l'initiale. Enfin, les consonnes redoublées dans l'écriture sont effectivement prononcées doubles, et ne sont pas le simple signe orthographique de la brièveté de la voyelle précédente comme c'est le cas dans la langue moderne.

#### Vocalisme
Le système vocalique du moyen haut allemand (normalisé) était le suivant :
- voyelles brèves : a, e, i, o, u, ä, ö, ü ;
- voyelles longues : â, ê, î, ô, û, æ, œ, iu (ü long) ;
- diphtongues : ei, ie, ou, öu, uo, üe.

À noter que ei se prononçait [ei], comme le graphies ei ou ij du néerlandais, et non [aɪ] comme en haut allemand moderne. De plus ie ne représentait pas un [i] long mais la diphtongue [iə].
La distinction entre e et ä est ignorée dans l'écriture, qui use uniformément de e. Il existait cependant une différence de prononciation : le ä, produit de l'umlaut de a, était plus fermé que le e plus ancien, et les poètes soigneux évitaient de les faire rimer.
Les différences les plus importantes entre le moyen haut allemand et le haut allemand moderne portent sur le vocalisme :
- les voyelles longues [iː], [yː] et [uː] du moyen haut allemand correspondent en haut allemand moderne aux diphtongues [aɪ], [ɔʏ] et [aʊ] (diphtongaison bavaroise). Exemples : mîn ~ mein « mon », liut ~ Leute « gens », hûs ~ Haus « maison » ;
- les diphtongues ouvrantes [iə], [yə] et [uə] du moyen haut allemand correspondent en haut allemand moderne aux voyelles longues [iː], [yː] et [uː] (monophtongaison francique). Exemples : liep ~ lieb « cher », müede ~ müde « fatigué », bruoder ~ Bruder « frère » ;
- les diphtongues [ei], [øu] et [ou] se sont ouvertes en [aɪ], [ɔʏ] et [aʊ] en haut allemand moderne. Exemples : bein – Bein « jambe », böume – Bäume « arbres », boum – Baum « arbre » ;
- toutes les voyelles brèves en syllabe ouverte accentuée du moyen haut allemand se sont allongées en haut allemand moderne. Exemples : ligen ~ liegen « être couché », sagen ~ sagen « dire », nemen ~ nehmen « prendre ».

#### Consonantisme
Les consonnes du moyen haut allemand ont d'une façon générale une valeur semblable à celle qu'elles ont en haut allemand moderne. Elles sont cependant susceptibles d'être géminées, auquel cas elles s'écrivent doubles. Le moyen haut allemand pratiquait déjà le dévoisement final des consonnes, qui se traduisait alors dans l'orthographe (le moyen haut allemand tac – tage correspond au haut allemand moderne Tag – Tage « jour(s) »). Les différences principales d'articulation sont les suivantes.
Le moyen haut allemand distinguait deux types distincts de sifflantes :
- d'une part, le s issu de la seconde mutation consonantique du haut allemand, remontant à un t du germanique et écrit z / zz (ȥ / ȥȥ si l'on emploie le s caudé), par exemple dans ezzen, daz, groz (respectivement « manger, le (neutre), grand ») ; il se prononçait [s] et s'est conservé tel quel aujourd'hui ;
- d'autre part, le s hérité du germanique, par exemple dans sunne, stein, kuss, kirse, slîchen (respectivement « soleil, pierre, baiser, cerise, se glisser »), qui se prononçait sourd et légèrement chuinté en [ɕ] ; en haut allemand moderne, il est devenu pour partie [z] (qui peut se dévoiser en [s]), pour partie [ʃ].

Le groupe sch (aussi écrit sc) avait déjà par contre pris son articulation actuelle [ʃ].
La lettre w ne prit sa valeur actuelle de [v] qu'à partir du XIIIe siècle, auparavant elle correspondait au son [w].
Le groupe ch note l’Ach-Laut [x] de l'allemand moderne en toutes positions, l’ich-Laut [ç] était inconnu. Cette prononciation existe toujours dans les dialectes allemands du sud. En finale ou devant s ou t, ce son pouvait aussi se noter par un simple h, qui n'est jamais le signe d'une voyelle longue comme dans l'orthographe moderne, mais est alors effectivement prononcé [x] (pfliht correspond au moderne Pflicht « devoir »). 
Le r était roulé, comme il l'est toujours aujourd'hui pour bon nombre de germanophones.

### Grammaire
La grammaire du moyen haut allemand est peu différente de celle du haut allemand moderne. Les changements les plus importants sont les suivants :
- tous les thèmes morphologiques en o du moyen haut allemand ont été transférés dans d'autres classes ;
- le moyen haut allemand ne comportait pas de déclinaison mixte ;
- le moyen haut allemand comportait des formes archaïques de 2e personne du singulier à de nombreux temps.

#### Déclinaison nominale
Substantifs forts :
| Cas                                     | 1re classe, masculin | 1re classe, neutre | 2. classe, féminin | 4e classe, masculin | 4e classe, neutre | 4e classe, féminin |
| Nominatif singulier Accusatif singulier | tac                  | wort               | gebe               | gast                | blat              | kraft              |
| Génitif singulier                       | tages                | wortes             | gebe               | gastes              | blates            | krefte*            |
| Datif singulier                         | tage                 | worte              | gebe               | gaste               | blate             | krefte*            |
|                                         |                      |                    |                    |                     |                   |                    |
| Nominatif pluriel Accusatif pluriel     | tage                 | wort               | gebe               | geste               | bleter            | krefte             |
| Génitif pluriel                         | tage                 | worte              | geben              | geste               | bleter            | krefte             |
| Datif Pluriel                           | tagen                | worten             | geben              | gesten              | bletern           | kreften            |

- Forme alternative de génitif / datif singulier : kraft

- Les féminins de la 3e classe se fléchissent comme ceux de la 4e classe, mais sans inflexion vocalique ni forme alternative : zît, zîte, zîte, zît, zîte, zîte, zîten, zîte.

Substantifs faibles :
| Cas                                       | Masculin   | Féminin | Neutre |
| Nominatif singulier Accusatif singulier   | bote boten | zunge   | herze  |
| Génitif singulier Datif Singulier Pluriel | boten      | zungen  | herzen |

#### Conjugaison
Conjugaison d'un verbe fort :
| Personne  | Indicatif présent | Subjonctif présent | Indicatif prétérit | Subjonctif prétérit |
| ich       | biuge             | biege              | bouc               | büge                |
| du        | biugest           | biegest            | büge               | bügest              |
| er/siu/ez | biuget            | biege              | bouc               | büge                |
|           |                   |                    |                    |                     |
| wir       | biegen            | biegen             | bugen              | bügen               |
| ir        | bieget            | bieget             | buget              | büget               |
| sie       | biegent           | biegen             | bugen              | bügen               |

- Infinitif : biegen, Impératif : biuc!
- Participe présent : biegende, Participe prétérit : gebogen

Conjugaison d'un verbe faible :
| Personne  | Indicatif présent | Subjonctif présent | Indicatif / Subjonctif prétérit |
| ich       | lebe              | lebe               | leb(e)te                        |
| du        | lebest            | lebest             | leb(e)test                      |
| er/siu/ez | lebet             | lebe               | leb(e)te                        |
|           |                   |                    |                                 |
| wir       | leben             | leben              | leb(e)ten                       |
| ir        | lebet             | lebet              | leb(e)tet                       |
| sie       | lebent            | leben              | leb(e)ten                       |

- Infinitif : leben, Impératif : lebe!
- Participe présent : lebende, Participe prétérit : geleb(e)t

Conjugaison des prétérito-présents :
| Traduction                   | 1re / 3e pers. singulier | 2e pers. singulier | 1re / 3e pers. pluriel & infinitif | prétérit                  |
| savoir                       | weiz                     | weist              | wizzen                             | wisse/wesse/wiste/weste   |
| valoir                       | touc                     | -                  | tugen*                             | tohte - töhte             |
| accorder                     | gan                      | ganst              | gunnen*                            | gunde/gonde - günde       |
| pouvoir / savoir / connaître | kan                      | kanst              | kunnen*                            | kunde/konde - künde       |
| requérir                     | darf                     | darft              | durfen*                            | dorfte - dörfte           |
| oser                         | tar                      | tarst              | turren*                            | torste - törste           |
| devoir                       | sol/sal                  | solt               | suln*                              | solde/solte - sölde/solde |
| pouvoir                      | mac                      | maht               | mugen**                            | mahte/mohte - mähte/möhte |
| devoir                       | mouz                     | muost              | müezen                             | muos(t)e - mües(t)e       |

- - Forme alternatives avec inflexion : tügen, günnen, künnen, dürfen, türren, süln
    - Formes alternatives de mugen : mügen, magen, megen

Les uniques participes sont : gewist/gewest pour wizzen et gegunnen/gegunnet pour gunnen.
Conjugaison des verbes irréguliers :
| _                            | sîn (être)                            | tuon (faire)    | wellen (vouloir)                    | hân (avoir)  |
| Indicatif présent singulier  | bin bist ist                          | tuon tuost tuot | wil(e) wil(e)/wilt wil(e)           | hân hâst hât |
| Indicatif présent pluriel    | birn/sîn/sint birt/bint/sît/sint sint | tuon tuot tuont | wel(le)n wel(le)t wel(le)nt, wellen | hân hât hânt |
| Subjonctif présent singulier | sî sîst sî                            | tuo tuost tuo   | welle wellest welle                 |              |
| Subjonctif présent pluriel   | sîn sît sîn                           | tuon tuot tuon  | wellen wellet wellen                |              |

- Les formes de gân/gên « aller » et stân/stên « être debout » correspondent à celles de tuon.
- lân « laisser » suit la conjugaison de hân.
- Les formes du prétérit sont
 was - waren pour sîn,
wolte/wolde pour wellen,
gie(nc) pour gân/gên,
hâte / hate / hæte / hête / hete / het / hiete pour hân,
lie(z) pour lân.
- tuon prend des formes particulières au prétérit :
 Indicatif prétérit : tet(e), tæte, tet(e), tâten, tâtet, tâten
 Subjonctif prétérit : tæte, tætest etc.

### Exemple de texte
| Premiers vers de la Chanson des Nibelungen | Traduction |
| --- | --- |
| Uns ist in alten mæren wunders vil geseit von helden lobebæren, von grôzer arebeit, von fröuden, hôchgezîten, von weinen und von klagen, von küener recken strîten muget ir nu wunder hœren sagen. Ez wuohs in Burgonden ein vil edel magedîn, daz in allen landen niht schœners mohte sîn, Kriemhilt geheizen: si wart ein scœne wîp. dar umbe muosen degene vil verliesen den lîp. | De vieux récits nous rapportent bien des choses étonnantes : ils parlent de héros glorieux, de dures épreuves, de joies et de fêtes, de pleurs et de plaintes. Écoutez maintenant l'étonnant récit des combats de guerriers hardis. En pays burgonde grandissait une très noble jeune fille ; il n'y en était en aucun autre pays de plus belle ; elle avait pour nom Kriemhild ; elle devint une femme très belle ; c'est pourquoi bien des braves durent perdre la vie. |

#### Dictionnaires
- (de) G. F. Benecke, W. Müller, F. Zarncke, Mittelhochdeutsches Wörterbuch, 3e réimpr. (1re éd. Leipzig, 1854-66), Olms, Hildesheim, 1986, 4 vol.  (ISBN 3-487-05372-1) [lire en ligne]
- (de) Kurt Gärtner et al., Findebuch zum mittelhochdeutschen Wortschatz : mit einem rückläufigen Index, Hirzel, Stuttgart, 1992  (ISBN 3-7776-0490-9 et 3-7776-0489-5) [lire en ligne]
- (de) Kurt Gärtner, Klaus Grubmüller, Karl Stackmann (éd.), Mittelhochdeutsches Wörterbuch, Hirzel, Stuttgart, 2006,  (ISBN 3-7776-1399-1)
- (de) Beate Hennig, Kleines Mittelhochdeutsches Wörterbuch, 4e éd., Niemeyer, Tübingen, 1998  (ISBN 3-4841-0696-4)
- (de) Bettina Kirschstein, Ursula Schulze (éd.), Wörterbuch der mittelhochdeutschen Urkundensprache auf der Grundlage des 'Corpus der altdeutschen Originalurkunden bis zum Jahr 1300', Erich Schmidt Verlag 1986,  (ISBN 3-503-02247-3)
- (de) Matthias Lexer, Mittelhochdeutsches Handwörterbuch, réimpr. (1re éd. Leipzig, 1872-1878), Hirzel, Stuttgart, 1992  (ISBN 3-7776-0488-7 et 3-7776-0487-9) [lire en ligne], [lire en ligne] pour les addenda de 1878

#### Ouvrages d'introduction
- (fr) André Jolivet, Fernand Mossé, Manuel de l'allemand du Moyen Âge des origines au XIVe siècle, Aubier-Montaigne, Paris, 1972, 2 vol.
- (fr) Jean-Marc Pastré, Précis de langue et littérature allemandes au Moyen Âge, Bordas, coll « Études » no 220, Paris, Bruxelles, Montréal, 1972, 211 p.
- (fr) Claude Lecouteux, L'allemand du Moyen Âge : le moyen haut-allemand, Brépols, coll « L'atelier du médiéviste », Paris, 1996, 241 p.  (ISBN 2-503-50469-8) Malgré le biais d’autorité, la graphie avec trait d’union observée dans cet ouvrage scientifique est erronée. Seul l’adjectif dérivé « haut-allemand », comme dans « Cet ouvrage cite des mots haut-allemands », prend le trait d’union.
- (de) Thomas Bein, Germanistische Mediävistik, 2e éd. remaniée et augmentée, Erich Schmidt Verlag GmbH & Co., Berlin, 2005  (ISBN 3-503-07960-2)
- (de) Rolf Bergmann, Peter Pauly, Claudine Moulin, Alt- und Mittelhochdeutsch. Arbeitsbuch zur Grammatik der älteren deutschen Sprachstufen und zur deutschen Sprachgeschichte, remanié par Claudine Moulin, 6e éd., Vandenhoeck und Ruprecht, Göttingen, 2004  (ISBN 3-525-20836-7)
- (de) Thordis Hennings, Einführung in das Mittelhochdeutsche, 2e éd., De Gruyter, Berlin, 2003  (ISBN 3-11-017818-4)
- (de) Hermann Reichert, Nibelungenlied-Lehrwerk : Sprachlicher Kommentar, mittelhochdeutsche Grammatik, Wörterbuch. Passend zum Text der St. Galler Fassung („B“), Praesens Verlag, Wien, 2007  (ISBN 978-3-7069-0445-2)
- (de) Hilkert Weddige, Mittelhochdeutsch : eine Einführung, 6e éd., Beck, München, 2004  (ISBN 3-406-45744-4)

#### Grammaire
- (de) Heinz Mettke, Mittelhochdeutsche Grammatik, 8e éd., Niemeyer, Tübingen, 2000  (ISBN 3-484-89002-9)
- (de) Hermann Paul, Mittelhochdeutsche Grammatik, 25e éd., Niemeyer, Tübingen, 2006  (ISBN 3-484-64034-0)
- (de) Karl Weinhold, Kleine mittelhochdeutsche Grammatik, continué par Gustav Ehrismann et mis à jour par Hugo Moser, 18e éd., Wien, 1986  (ISBN 3-7003-0663-6)

#### Métrique
- (de) Herbert Bögl, Abriss der mittelhochdeutschen Metrik - Mit einem Übungsteil, 1re éd., Olms, Hildesheim , 2006  (ISBN 3-487-13142-0)